# LPP
LPP S.A. er en polsk multinational tøjkoncern, der designer, producerer, distribuerer og sælger tøj. Virksomheden, der blev etableret i 1991, har hovedkvarter i Gdańsk. De har fem forskellige brands, som benyttes til deres tøj og tøjbutikker: Reserved, House, Cropp, Mohito og Sinsay.
LPP's salgsnetværk består af over 2.000 butikker i 26 lande og med 27.000 ansatte